# Kurt Plenzat
Kurt Plenzat (17 de janeiro de 1914 – 17 de novembro de 1998) foi um piloto alemão da Luftwaffe durante a Segunda Guerra Mundial. Voou 1234 missões de combate, nas quais abateu 4 aeronaves inimigas e 80 tanques. Foi abatido sete vezes ao longo da sua carreira. Depois da Segunda Guerra Mundial, juntou-se à Força Aérea Alemã em 1957, tendo-se reformado em 1971. Pilotou aviões Junkers Ju 87 e Focke-Wulf Fw 190.